# Cultura de datos
El concepto de cultura de datos hace referencia al principio establecido en el proceso de práctica social del sector privado  y del sector público. Inicialmente este concepto se ha referido al requierimiento por parte de los participantes en procesos y actividades, de conocer y usar fuentes de datos para tomar decisiones en procesos organizacionales. Sin embargo, una versión más reciente basada en la discusión de ética de datos tiene implicaciones mayores, que apuntan a una participación sobre el diseño de infraestructuras de datos, el control y la valoración de las prácticas basadas en datos así como el requerimiento de cambios para balancear el impacto del uso de los datos en un contexto organizacional y comunitario. 
El término de cultura de datos se podría incluir pero no está limitado a: tendencias económicas o sociales generales que pueden tener implicaciones sobre los colectivos (un mercado, pero también un conjunto cualquiera de usuarios), volumen de transacciones (por ejemplo ventas de productos), rendimiento de un sistema en términos de eficacia,  productividad, inclusión social, calidad, etc. Más allá del campo empresarial, de hecho, una cultura de datos es también aplicada en el sistema de infraestructura social, como proyectos de planificación Urbana, para impactar el proceso de producción de datos y prácticas de dato de uso diario, como los programas de Ciudad Inteligente. En el caso de la educación, por ejemplo, también hay un debate abierto sobre generar culturas de datos "justas" respecto al uso de la información basada en datos del estudiantado y su impacto en el posicionamiento y visibilidad de las instituciones de educación superior, equidad del uso de analíticas del aprendizaje, limitaciones del conocimiento de los portadores de intereses sobre el uso real que se hace de los datos y necesidad de alfabetización en datos.
En general, para construir cultura de datos, las comunidades, grupos de trabajo, redes que se relacionan con organizaciones tienen que ir más allá de la idea de que "el dato habla" y confiar en un uso indiscutido de las estadísticas o paneles informativos a disposición. Si bien esta forma de uso de los datos puede llevar a un enfoque claro de objetivos y prácticas institucionales que llevan al "éxito" de la organización la realidad es que las infraestructuras de datos adoptadas pueden esconder profundas injusticias o forzar comportamientos innaturales o incluso de control y extrema vigilancia de los participantes (por ejemplo, en ámbitos laborales, como el caso de Amazon).

## Historia
La idea de cultura de datos ha estado bajo los reflectores del campo empresarial y político desde los albores del siglo XXI, y ha obteniendo creciente popularidad en años recientes. Fue primero introducida en campos como la medición de la productividad científica, se volcó de manera creciente en la medición de todas las formas de productividad organizacional en un contexto micro y macroeconómico dado, y finalmente llegó a orientar políticas de desarrollo humano y social, con fuertes implicaciones para la actividad de los profesionales y consumidores de servicios socio-educativos y sanitarios.
He aquí algunos eventos relevantes que han dado forma al concepto de cultura de datos asociado a las organizaciones y comunidades:
- En 2000, Geoffrey C. Bowker transportó la idea de "cultura de dato local" en su artículo académico relacionado biodiversidad.[9]
- En 2014, Microsoft hizo una serie de los anuncios que incluyen su intención de construir culturas de datos de la vida diaria a través de sus servicios, incluyendo Office 365, Azure y SQL Server.[10]
- En 2015, Microsoft organizó una serie de talleres sobre culturas de datos en alianza con Hortonworks y KPMG del Reino Unido, ofreciendo analistas de datos y otro profesionales trabajando en el campo de macrodatos una oportunidad de entender la cultura de datos de la compañía y ayudarles a construir sus propias cultura de datos en sectores privados.[11]
- La Conferencia "Data Power" del 2017 que tuvo lugar en Canadá en la Universidad de Carleton, Ottawa, 22–23 de junio de 2017 focalizó las formas en que las organizaciones podían empoderar a sus participantes a partir del uso de datos.[12]
- Re-orientando el concepto a una alfabetización de datos popular y crítica Rahul Bhargava y Caterine D'Ignazio, desde el MIT Media Lab[13][14] propusieron actividades y comenzaron a estudiar formas más participativas y abiertas de generar culturas de datos.
- En su libro "Data Feminism" [15] Caterine D'Ignazio y Stephanie Klein proponen diferentes ejemplos (incluida la misma manera de construir su trabajo académico) de un modo más equitativo y participativo de recoger, elaborar y usar los datos para empoderar a las comunidades y sus saberes. Ellas proponen así el concepto de feminismo de datos que incluye siete principios fundamentales en los datos con los que tratamos en las comunidades y organizaciones:[16]  Examinar el poder, desafiar el poder, elevar la emoción y la corporalidad, repensar los binarismos y las jerarquías, adoptar el pluralismo, considerar el contexto, hacer visible el trabajo.

## Componentes y funciones

### Participantes
Los participantes son sea productores  de datos que personas que pueden contribuir a la cultura de dato a través de cambios influyentes de las mismas. En el proceso de construcción de una cultura de datos en una institución particular, son los participantes (trabajadores, personas de la comunidad, usuarios) en sus diferentes niveles de acción, quienes pueden hacer aportaciones a los conceptos que generan los ensamblajes de datos: desde la definición y diseño de formas de recogida de datos en el respeto de la privacidad y porque permiten informar procesos fundamentales, a la calidad y equidad de la representación mediante datos (mapas, estadísticas), al control del impacto de uso de dichos datos (servicios basados en algoritmos o clasificaciones/perfiles de usuarios en base  a datos). Estas operaciones encierran un impacto sobre los objetivos trabajo, el propósito de una tarea concreta basada en datos, las soluciones  que podrían generarse según los problemas señalados a partir de los datos utilizados. En síntesis, los participantes pueden realizar tomas de decisiones basándose en procesos de innovación con base en los datos, pero también pueden participar en formas críticas de resistencia y de transformación de los sistemas de datos.

### Científicos de datos
Los científicos de datos son una parte importante en el establecimiento de una cultura de datos, pues son los expertos en analizar cómo se extraen y se procesan los datos, considerando procedimientos de infraestructura técnica (por ejemplo relaciones entre bases de datos), estadísticos y de elaboración informática. Deben estar preparados para conectar todos los componentes y determinar modalidades de uso que apoyen el empoderamiento de los participantes. Pero más importante aún, deben reconocer la limitación de su conocimiento técnico, para involucrarse en formas de escucha atenta de las necesidades de los portadores de intereses y la comprensión de la complejidad de las infraestructuras, modelos y prácticas relacionadas con los datos. Si bien se plantea como estándar óptimo poseer científicos de datos para las unidades de trabajo darles un peso exagerado en la toma de decisiones puede generar sistemas reductivos, basados en una conceptualización "naïf" de los problemas sobre los que se construyen soluciones basadas en datos.

### Participantes con poder de decisión
Se trata de las personas que pueden  aplicar cambios y determinar la dirección de desarrollo en una organización o comunidad. En este caso,  pueden tomar decisiones importantes según las tendencias y la información arrojada por los datos recogidos. Sin embargo, más importante es su rol en generar espacios comunicativos y participativos donde poder recoger los intereses o las oservaciones sobre los sistemas basados en datos en uso dentro de una institución.

### Activistas en datos
Se trata de personas que ponen en marcha procesos de hackeo o de contestación respecto a estructuras y prácticas basadas en datos. El activismo de datos es una práctica que surge, primero, como resistencia a la dataficación –entendida como la facultad de traducir en datos cualquier faceta de la vida— y la vigilancia masiva y que pone en el eje de su investigación en la infraestructura de datos para el cambio social, la asistencia humanitaria, la defensa de los derechos humanos y el medioambiente.

## Instituciones en las que se cultivan culturas de datos
A continuación ofrecemos algunos ejemplos, muy diversificados, de cómo circula el concepto de cultura de datos

### Microsoft
El equipo de Microsoft, bajo la administración de Satya Nadella, depende de los datos para conducir decisiones de mercado importantes, así como comportamientos diarios de los grupos de trabajo. Microsoft usa formas de visualización de datos y apunta a que los participantes y los empleados puedan acceder a los datos de la compañía. La compañía usa herramientas como  Power BI para motivar a los trabajadores individuales en su implicación actual con objetivos de trabajo y para contribuir al futuro de la compañía.

### Capita
Capita es una agencia británica que asiste clientes en los departamentos de gobierno y empresas para mejorar la propia comprensión sobre los procesos de desarrollo, utilizando  técnicas de análisis de datos. Establecida en 1984,  promueven en sus clientes la construcción de una cultura de datos propia mejorando y adoptando la producción de datos de las mismas compañías.

### Socrata
Socrata Es una compañía basada en EE. UU. qué sirve al sector público y a la sociedad civil. Asiste las compañías y organizaciones en la generación de datos abiertos del gobierno federal así como seguir el progreso de objetivos de gobierno o asistir grupos sociales que se hallan en carencia de recursos a trazar sus objetivos. Su compromiso principal está ligado a generar datos abiertos y en las formas en que las empresas y la sociedad se pueden apropiar de estos datos. Proveen un servicio basado en la nube para los departamentos de gobierno para comunicar con el público a través de la publicación de sus datos.

### Datenkultur GmbH
Datenkultur GmbH es una compañía alemana que ofrece productos y servicios de inteligencia empresarial. Fue fundada en 2003 y su especialidad es la de construir cultura de datos de las compañías desde el 2006. Los servicios técnicos que provee están basados sobre productos de Microsoft como SQL Server y Power BI. El objetivo es para ayudar a los empleados a seguir procesos y adoptar soluciones a partir de tableros y visualizaciones basadas en datos de la compañía. Las herramientas necesarias están basadas en las necesidades empresariales y no están preconfiguradas.

### Universidad de Edimburgo
La universidad de Edimburgo ha sido pionera en discutir las culturas de datos (y de analíticas de datos) producidas y aplicadas al estudiantado.  A partir de una serie de análisis y proyectos europeos, ya en el 2018 habría generado un borrador inicial para desarrollar políticas de analíticas de aprendizaje que incluyan definiciones pedagógicas, revisen las fuentes de datos utilizadas para las analíticas, lancen actividades experimentales con las mismas y a partir de ello, impliquen al estudiantado y profesorado en evaluar la transparencia y consentimiento, privacidad y acceso a los datos, retención y disponibilidad de los datos, así como validez e interpretación de los mismos. Los enfoques discutidos deben tener como fin último el apoyar intervenciones que permitan al estudiantado de reflexionar sobre sus procesos de aprendizaje, con el apoyo docente.

## Elementos de dificultad en el establecer una cultura de datos

### Privacidad
Algunas empresas sienten que es importante mantener la privacidad de los datos a nivel ejecutivo. Aunque es posible que todo el personal de una empresa produzca y procese los datos de manera conjunta, no todos los datos pueden circular de manera libre, y quedan restringidos a los participantes. Algunas empresas utilizan la idea del almacén de datos, un sistema que limita y orderna el acceso a los datos. Solo las personas a cargo pueden acceder a los datos, y otras personas que requieran acceso deben pasar por la evaluación del personal del almacén.

### Eficacia
Mientras el acceso abierto a Bases de datos puede requerir y justificar una cierta burocracia, el  número progresivamente más grande de usuarios podría tener como implicación un ralentamiento del uso de esos datos. También las herramientas de interrogación de bases de datos ueden quedar limitadas al uso de pocos por ser técnicamente complejas, o bien por no ser funcionales a medida que los volúmenes de datos crecen. El concepto de almacén de datos sería seguramente más funcional, aunque implique formas de control centralizadas. En general, también cualquier proceso participativo de diseño e implementación de sistemas de datos puede ralentar el desarrollo de dichos sistemas, pero debería asegurar su calidad y representatividad más adelante.

### Racionalismo, Crítica y Caos
Un método racional de construir o expandir un sistema de actividad (desde una organización humana) se opone a un método empírico. Las decisiones de los racionalistas a menudo se evalúan de acuerdo con su espíritu personal y su conocimiento existente del mundo. En los términos de este enfoque, los decisores dependen de la lógica en lugar de los fenómenos sociales y los fenómenos que aparecen en la primera línea de una actividad humana para realizar cambios. El hecho de que el proceso de toma de decisiones ya no se limite a un grupo humano que posee y ejercita poder respecto a un conjunto de usuarios lleva a la vacilación de los vértices en generar culturas participativas de datos. También, la misma complejidad de las infraestructuras tecnológicas necesarias, de los ensamblajes conceptuales, técnicos y opertivos requeridos para producir prácticas basadas en datos, hace que muchas instituciones no posean un mínimo reconocimiento de sus prácticas y discursos basados en datos, con la consiguiente imposibilidad de generar una cultura de datos justa y constructiva. 